# Thierry Larchier de Hirson
Thierry Larchier de Hirson o de Hireçon, o de Hérisson (Borbonado h. 1270-23 de agosto de 1328) fue un personaje del siglo XIV francés, que trabajó para Roberto II de Artois. 
Fue utilizado por Felipe el Hermoso para numerosas misiones. Canónigo de Arras en 1299, luego preboste de Aire-sur-la-Lys en 1309, y canciller de Matilde de Artois en 1303, fue nombrado obispo de Arras en abril de 1328. 
Convivió con Juana de Divion. Esta última, para vengarse de que nada le dejó en herencia a la muerte del obispo Thierry, procuró falsos documentos a Roberto III de Artois para que este pudiera recuperar el condado de manos de su tía la condesa Matilde, la ejecutora testamentaria del obispo, que la había apartado de la sucesión. Su sobrina Beatriz de Hirson era dama de compañía de la condesa Matilde de Artois.